# Palazzo dei Diamanti (Verona)
Palazzo dei Diamanti, conosciuto anche come palazzo Sansebastiani (il cui nome completo è palazzo Cappella Sansebastiani Bellini Carnesali), è un edificio civile che si trova nel centro storico di Verona, all'angolo tra via Enrico Noris e via Anfiteatro. Il nome che gli è stato attribuito deriva dal peculiare aspetto delle pietre "a punta di diamante" che ne decorano la facciata, che lo rendono simile al più famoso palazzo dei Diamanti di Ferrara, edificato nel 1495 su progetto di Biagio Rossetti.

## Storia
Molto probabilmente sul sedime del palazzo sorgeva, almeno dai primi anni del Quattrocento, una dimora di proprietà dei Cappella. Questa famiglia nel corso degli anni assunse sempre maggior rilievo, tanto che alcuni suoi esponenti divennero membri nel Consiglio cittadino e, nel 1573, furono elevati a conti di Salizzole, dove erano proprietari di un castello e numerosi terreni, nei quali Camillo Cappella introdusse la coltivazione del riso.
Camillo Cappella fu anche il committente dei lavori di costruzione del nuovo edificio; egli, tuttavia, era spesso impegnato a causa dei suoi incarichi di giureconsulto e uomo pubblico, pertanto l'edificazione del palazzo fu (almeno in parte) seguita dalla moglie Elena Sansebastiani. Il suo nome viene addirittura riportato in un'iscrizione posta all'interno del palazzo, che reca la seguente frase: «Helena Sansebastiana hanc domus partem coniuge excellentis[simo] abstente testis sit imago mea f[ieri] f[ecit] a[nno] d[omini] MDLXXXII». Questa lapide, quindi, riporta anche l'anno di ultimazione del cantiere, il 1582, ma non il nome del progettista.
L'edificio, oltre che dimora nobiliare, nel 1585 fu sede dell'Accademia Filotima, istituzione militare che venne però sciolta e rifondata solo alcuni anni dopo e ospitata presso la Gran Guardia. Nel corso dei secoli successivi il palazzo passò di proprietà dai Cappella a varie altre famiglie, fino all'acquisto, nei primi decenni del XX secolo, da parte della Banca Cattolica di Verona, incorporata nel 1935 nella Banca Mutua Popolare di Verona.

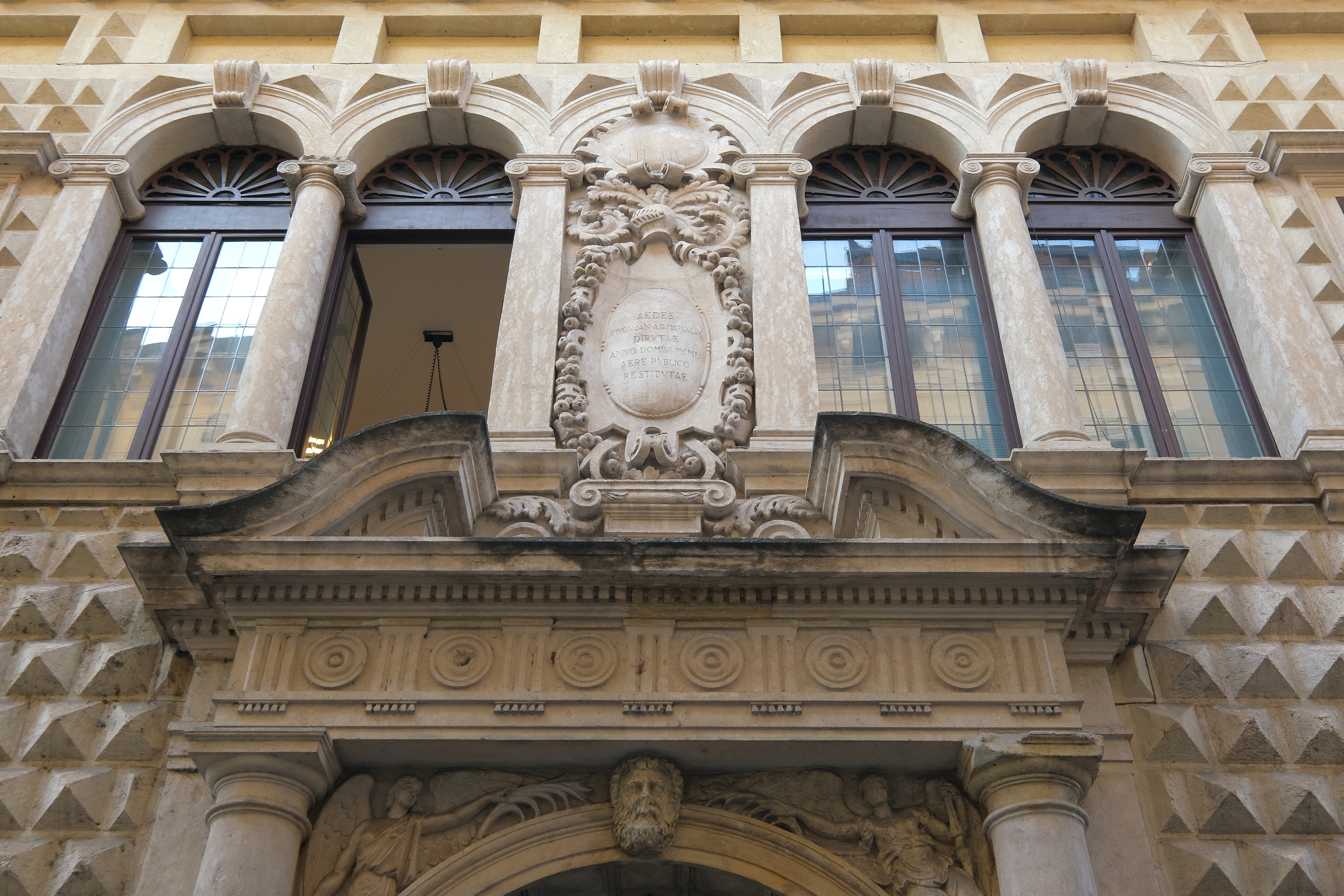
La parte sommitale del portale, con lo scudo che reca l'iscrizione aggiunta dopo il restauro del secondo dopoguerra

Il palazzo fu danneggiato dai bombardamenti aerei che colpirono la città nel corso della seconda guerra mondiale, tuttavia nel 1950 i restauri erano già stati completati e, a ricordo dell'episodio, fu aggiunta un'iscrizione nello scudo presente a livello del piano nobile, sopra il portale d'accesso, che riporta la seguente frase: «AEDES / Il  NON JAN A.D. MCMXLIV / DIRVTAE / ANNO DOMINI MCML / AERE PVBLICO / RESTITVTAE».
Attualmente il palazzo è sede dell'AGEC (Azienda Gestione Edifici Comunali)..

## Descrizione
La principale particolarità dell'edificio si riscontra «nel taglio dei diamanti e all'elastico rimbalzare del chiaroscuro nel rivestimento di bugne nelle cornici interrotte, che dissigillano la tensione delle strutture, nel frontespizio spezzato e nei due timpani angolari».
Al piano terra dell'edificio si trova un elegante portale racchiuso tra colonne doriche che sostengono una trabeazione decorata con metope e triglifi, a sua volta coronata da un frontone spezzato, precursore del gusto settecentesco. Inoltre, nei due pennacchi ai lati dell'archivolto si possono scorgere delle vittorie alate. Il piano nobile, invece, è caratterizzato da due bifore con capitelli ionici e archi a tutto sesto.
Questo insieme di caratteristiche hanno portato a ipotizzare che l'edificio sia opera dell'architetto veronese Bernardino Brugnoli, parente del più noto Michele Sanmicheli. Le sue opere sono infatti caratterizzate, proprio come il palazzo dei Diamanti, da una fusione di classicismo sanmicheliano e di un esasperato manierismo, in questo caso sfociato in anticipazioni barocche.